# 053H2G型导弹护卫舰
053H2G型护卫舰（北約代號：Jiangwei I，或译“江卫”I級）是中国人民解放军海军是第二代配备防空导弹的护卫舰，是053H2型护卫舰，053H1Q型护卫舰和053K型护卫舰的升级版本。也是中国人民解放军海军第一代批量生产的载机护卫舰和防空导弹护卫舰。
首舰安庆号（539）由上海沪东中华造船厂制造，于1992年6月服役于东海舰队，其后共有四艘同级舰建成服役。现安庆舰等三艘舰已经完成改装，移交中国海警；铜陵舰改装后赠予斯里兰卡海军。

## 建造背景
该舰之前，由于中国人民解放军海军缺少配备防空导弹的舰艇，原有的053K型护卫舰仅有一艘正式服役，由于使用过度，已接近报废。中国人民解放军海军决定基于海红旗-61的改进型防空导弹建造新的防空护卫舰。

## 装备
防空力量以一座六联装海红旗-61防空导弹为主的近程点防御防空导弹系统。
反舰力量为两座三联装鹰击-8A反舰导弹，是解放军海军驱护舰的标准配备。
该型舰的电子设备主要使用成熟国产装备，前桅主体顶端为一部517型对海搜索雷达。前桅杆前方设有一个平台，上面设置两具射控雷达，其中位置较前的是控制舰炮与反舰导弹的343型光电/雷达射控系统，其后为导引76A式双管37毫米近防炮的347型照明雷达。前桅杆还上设有两座Racal Decca 1229 I频导航雷达。
后桅顶端的球形护罩内设有346型X频2D对空/对海搜索雷达。此外，直升机库上方布置有一座导控两座76A式双管37毫米近防炮的347G I/K频射控雷达，以及两座76A式双管37毫米近防炮。
2015年初，由于舰载红旗61防空导弹生产线早已停产，并且库存导弹渐渐使用殆尽。本型号前3艘从海军退役，改为海警船。该舰经过改装后已经拆除了原有的鹰击反舰导弹发射器、红旗-61防空导弹发射器和舰艏的100毫米双联舰炮，仅保留舰桥四周的四座双管37毫米近防炮。新舷号31239，31240，31241。

## 出口
- 泰國

中国与泰国签订协议，为泰国海军建造基于053H2G型设计的护卫舰，型号"025T"，称为納黎萱级（Naresuan Class）。主機由兩台通用電氣公司LM-2500燃氣輪機（總功率44 250馬力）和兩台德國MTU公司 20V1163TB63柴油機（總功率11 780馬力）組成，最大航速32節，航速18節時的續航力為4000海里。
- 斯里蘭卡

2018年3月，最后一艘053H2G型542舰进船厂进行改装，退役后赠送给斯里兰卡海军。

## 參照
- 中國人民解放軍海軍軍艦列表